# 故国壌王
故国壌王（ここくじょうおう、生年不詳 - 391年）は、高句麗の第18代の王（在位: 384年 - 391年）。姓は高、諱は伊速、または於尺支。先代の小獣林王の弟であり、父は第16代の故国原王。先王が嗣子のないまま384年11月に死去したため、王位に就いた。

## 治世
後燕の支配下の遼東に攻め入り、一度は遼東郡・玄菟郡を陥れるが、半年と立たずに奪い返された。この間、中国の幽州・冀州から流民が大量に高句麗内に流入していたが、高句麗が遼東・玄菟を失った際にはこれらの流民もまた後燕領に還っていった。半島内では百済に攻め入られ、390年には都押城（黄海北道中和郡）を破られるなど、劣勢に陥った。
国内では、教書を出して仏教信仰の拡大を後押しした。在位9年にして392年5月に死去し、故国壌に埋葬されて故国壌王と諡された。